# Nyikolaj Mihajlovics Karamzin
Nyikolaj Mihajlovics Karamzin oroszul: Николай Михайлович Карамзин; (Mihajlovka, 1766. december 12. – Szentpétervár, 1826. június 3.) orosz író, költő, publicista, történetíró, nyelvújító. Az orosz irodalomban a szentimentalizmus elindítója és fő képviselője. Főműve az orosz állam történetéről írott 12 kötetes munkája.

## Élete
Születési helyeként hol az Orenburgi kormányzóság, hol a Kazáni kormányzóság egyik faluját jelölik meg. Neveltetése otthonában, apja nemesi udvarházában kezdődött. 1778-tól a moszkvai egyetem egyik tanárának magánpanziójában tanult, ahol egyebek között elsajátította a német és a francia nyelvet, megismerte a korabeli német irodalmat, majd az egyetemen folytatta tanulmányait és széles körű műveltséget szerzett. Apja kívánságára 1783-ban katonai pályára lépett, de azt hamarosan ott hagyta. Moszkvában csatlakozott N. I. Novikov író köréhez és egy szabadkőműves páholy tagja volt (1789-ig). Első írásai és fordításai egy gyermekeknek szóló folyóiratban jelentek meg.
1789–1790-ben nagy utazást tett Európában, többek között felkereste Immanuel Kantot is, Párizsban pedig 1790-ben szemtanúja volt a forradalmi változásoknak. Az utazás eredményeként keletkezett Piszma russzkovo putyesesztvennyika (Egy orosz utazó levelei, 1792) című művének megjelenésével egy csapásra híres író lett.
Hazatérése után Moszkvában telepedett le. Folyóiratot alapított (Moszkovszkij zsurnal, 1791–1792), itt jelentek meg saját munkái is, köztük legismertebb szépirodalmi műve, a Szegény Liza (1792). Irodalomszervező tevékenysége során több gyűjteményt és antológiát adott ki, irodalmi szalonját számos ismert személyiség látogatta.
I. Pál cár váratlan halála és az új cár, I. Sándor trónra lépése szabadabb légkört teremtett, így 1802-ben Karamzin újra lapot indíthatott. A Vesztnyik Jevropi (Európai Hírnök) irodalmi és művészeti témák mellett politikai kérdésekkel, külföldi eseményekkel is foglalkozott. Publicisztikája mellett az író több szépirodalmi munkája is ebben a lapban látott napvilágot, köztük például az önéletrajzi ihletésű Ricar nasevo vremenyi (Korunk lovagja) is.
1803. október 31-én a cár historiográfusi címet adományozott és kétezer rubel évjáradékot biztosított számára. Karamzin ez után felhagyott szépírói tevékenységével és minden erejét fő művének, az orosz birodalom történetének megírására fordította. Politikai nézeteiben fokozatosan az abszolút monarchia feltétlen híve és támogatója lett, ez a szemlélet hatja át történeti munkáit is. 1811-ben keletkezett I. Sándorhoz címzett híres emlékirata: Zapiszka o drevnyej i novoj Rosszii v jevo polityicseszkom i grazsdanszkom otnosenyijah (Feljegyzések a régi és új Oroszországról politikai és polgári vonatkozásban), mely a cár tanácsadója és minisztere, Szperanszkij reformjait ellenző konzervatív rétegek nézeteit tükrözte.
Történeti munkája elkészült köteteinek cári engedélyeztetése, majd kinyomtatása végett 1816-ban Moszkvából a fővárosba, Szentpétervárra utazott és ott is maradt. Az orosz állam története (Isztorija goszudarsztva Rosszijszkovo, Szentpétervár, 1818-1829.) első nyolc kötete 1818. februárban jelent meg. A következő években ezt további három követte, és a munkát több európai nyelvre is lefordították.
Élete utolsó tíz évét Szentpéterváron töltötte, a cári családdal is kapcsolatba kerülve nyaranta a közeli Carszkoje Szelóban tartózkodott. I. Sándor cár halála megrendítette, a dekabristák felkelését (1825. december 14.) elítélte. Néhány hónappal később tüdőgyulladást kapott, és mielőtt külföldi gyógykezelésre indulhatott volna, meghalt. Főműve tizenkettedik kötetét már nem volt ideje befejezni. Feljegyzései alapján azt D. N. Bludov állította össze és adta ki 1829-ben.

## Munkássága
Írói pályáját műfordításokkal kezdte. Verseket, ódákat is írt, de prózájához képest költészete kevésbé jelentős.

### A nyelv és az irodalom megújítója
Európai útleírásában (Egy orosz utazó levelei) az „érzelmes utazó” a felvilágosodás eszmevilágával rokonszenvező, tág szemhatárú, csiszolt stílusú írónak bizonyul. Későbbi történeti tárgyú elbeszéléseiben – Natalja, bojarszkaja docs (Natalja, a bojárlány), Marfa-poszadnyica (Marfa elöljárónő) – már a patriarchális orosz életstílus és a monarchia eszményítője. Önéletrajzi jellegű elbeszélése, melynek címe Ricar nasevo vremenyi (Korunk lovagja) Lermontov későbbi híres regényét juttatja eszünkbe, befejezetlenül maradt.
Szépirodalmi művei közül elsősorban „Szegény Liza” című kisregénye tartotta fenn hírnevét. A európai szentimentalista próza orosz képviselője, „az orosz Wertheriáda” (Szerb Antal) 1792-ben jelent meg (a hazai szentimentális kisregénynél, Kármán József Fanni hagyományainál alig két évvel korábban).
„Ah! szeretem az olyan tárgyakat, amelyek meghatják szívemet, és gyengéd búbánat könnyét fakasztják szememből!” – vallja az író és adja meg az érzelmes alaphangot rögtön a bevezetőben. Liza, a szegény sorban éldegélő szép parasztlány nagy hatást tesz egy ábrándos lelkű moszkvai nemesifjúra. „Eraszt meglehetősen jómódú fiatal nemes volt, tűrhetően értelmes, és természettől fogva jószívű, de gyenge és könnyelmű jellem.” Amikor mindent megígér a lánynak, fogadkozását maga is elhiszi. A szerelmes Liza odaadja neki ártatlanságát, ám a férfi hamar elhidegül tőle, majd elkártyázott vagyonát egy gazdag özvegyasszonnyal történt házassággal pótolja, „egy őszinte sóhajjal áldozván Lizája emlékének.” A lány pedig a tóba veti magát, „a százados tölgyek árnyékában, melyek még csak néhány héttel azelőtt boldogsága néma tanúi voltak.” (Szöllősy Klára fordítása.)
A kisregény megjelenésekor hatalmas sikert aratott. Szegény Liza sorsa az olvasóközönség mély együttérzését váltotta ki, a kortársak igaz történetnek tekintették, és a Szimon-kolostor melletti „Liza-tó” valóságos zarándokhellyé vált.
Karamzin elbeszéléseivel, irodalomszervező tevékenységével a 18. század végi orosz irodalom sémákká merevedett klasszicizmusa helyett uralkodó irányzattá tette a szentimentalizmust, ezzel előkészítette a talajt az orosz romantika számára. Az elvont, fennkölt „érzelmek” helyett egyszerű alakok konkrét érzelmeinek ábrázolására törekedett. A régi nehézkes irodalmi nyelvet felváltó mesterkéletlen, egyszerű nyelv, mellyel az író hősei sorsát és érzéseit bemutatta, újdonság volt a kor orosz irodalmában és fontos lépés az irodalmi nyelv fejlődésében. Karamzin fellépése nem csak az irodalomban, hanem az orosz nyelv általános megújításában is kiemelkedő jelentőségű. A Világirodalmi lexikon szócikke „az orosz nyelvújító mozgalom vezéralakjá”-nak nevezi és szerepét Kazinczy itthoni szerepéhez hasonlítja.

### A történetíró
„Az orosz állam története” több mint két évtizedes munka eredményeként létrejött nagy történeti összegzés. Karamzin a történeti folyamat leírásában a kezdetektől 1612-ig, tehát közvetlenül a Romanovok trónra lépése előtti időkig jutott. „Legfőbb célja az volt, hogy egy olyan patetikus és moralizáló szintézist tegyen le az asztalra, amely megfelel a napóleoni Franciaország fölött aratott diadal után lobogó hazafias szellemnek." A szerző ebben a művében is elsősorban író maradt, stílusa emelkedett, de közérthető.
Könyvében csaknem kizárólag az uralkodókkal, az ő tetteikkel és politikájukkal foglalkozott. Alapállásából következően hangsúlyozta az önkényuralom szerinte üdvözítő jellegét és erényeit, magasztalta az orosz nemzet nagyságát, erejét. Szibéria meghódítását civilizációs küldetésnek tekintette, szerinte Oroszországra várt „a vad népek békés polgári kiművelésének dicsősége”.
Karamzin munkájának egyik legnagyobb értéke a források bősége. A cár rendeletére megnyíltak előtte a levéltárak, az anyaggyűjtésben és a rendszerezésben sokan voltak segítségére. Alapvetően 18. századi történetíró elődei (például Mihail Mihajlovics Scserbatov, Gerhard Friedrich Müller) munkáira támaszkodott, emellett tanulmányozta az ismert évkönyveket, az életírásokat (zsityije), a rendelkezésére bocsátott levéltári dokumentumokat, kéziratokat. Segítőinek köszönhetően sok új, fontos kéziratra bukkant és ezekről „megjegyzései”-ben rengeteg értékes információt halmozott fel. A források megbízhatóságával viszonylag kevesebbet törődött, néha kritikátlanul rábízta magát a régi évkönyvek híradásaira. Az 1821-ben publikált ún. Sztroganov-évkönyvet például megalapozott érvelés nélkül hitelesnek találta és felhasználta Jermak hódító expedíciójának leírásában.
A történeti összegző munka sikere rendkívüli volt. Sok kortársát ez a könyv ébresztette rá, hogy hazájának van korai történelme. Bár szenvedélyes vitákat is kiváltott és „belletrisztikus indíttatása miatt a XIX. század közepére tudományos szempontból már elavult”, mégis számos kiadást ért meg, és hatása az orosz történeti- és nemzettudat alakulására hosszú ideig fennmaradt.

## Magyarul
- Godunov Borisz. Népies zenedráma három felvonásban, hét képben; szöveg Puskin és Karamzin után, zene Musszorgszki Modeszt, ford. Hevesi Sándor; Rózsavölgyi, Bp., 1913
- Borisz Godunov; szöveg Puskin és Karamzin után M. P. Muszorgszkij, átdolg., hangszerelte N. Rimszkij-Korszakov, ford. Nádasdy Kálmán; Zeneműkiadó, Bp., 1961 (Operaszövegkönyvek)
- Egy orosz utazó levelei; ford. Horváth Iván, tan. Dukkon Ágnes, jegyz. Dobás Kata; Ráció, Bp., 2016
- Elbeszélések, elmélkedések; ford. Horváth Iván; Aposztróf, Bp., 2020
- A levélíró Karamzin. Irodalmi magánlevelek történelmi háttérrel, 1787–1826; ford. Horváth Iván, előszó Dukkon Ágnes, jegyz. Szaniszló Orsolya; Kairosz, Bp., 2022